# Ħal Qormi
Ħal Qormi, connue aussi comme Qormi, porte aussi le nom de Città Pinto, anciennement Casal Fornaro et Casal Curmi, est une ville de Malte de près de 17 000 habitants. Elle est située au sud-ouest de La Valette et bénéficie d'un climat de type méditerranéen, avec des jours chauds et secs, des étés ensoleillés et des hivers courts et frais. Les villes voisines sont Marsa, Luqa et Żebbuġ. Qormi est avantageusement située le long d'une route principale reliant La Vallette à Mdina.
Les saints patrons de Qormi sont saint Georges et saint Sébastien. Pour deux semaines durant l’été, la ville célèbre ses patrons ; elle est aussi connue pour ses processions du Vendredi saint qui rassemblent bon an mal an plus de 500 participants.

## Géographie
| Ħ'Attard Birkirkara | Santa Venera | Ħamrun Marsa |
| Ħaż-Żebbuġ          | Qormi        | Luqa         |
|                     | Siġġiewi     |              |

## Origine
Des gens habitaient déjà le secteur aussi loin que l’âge du bronze. Un certain nombre de tombeaux découverts indiquent que les Phéniciens y faisaient des échanges avec la population locale. Au XVe siècle, Qormi devint l’une des premières paroisses de Malte et avec alors la plus grosse église du pays.
La population de l’île s'accrut au XVIIIe siècle et Manoel Pinto da Fonseca, grand maître de l’ordre de Saint-Jean de Jérusalem, l’a déclarée officiellement ville de 25 mai 1743. Qormi est aujourd'hui distinguée comme Città Pinto. Comme la plus grande partie du centre de Malte, Qormi est densément peuplée.

## Centres d'intérêt
La Qormi actuelle est l’hôte de la station radio Bastjanizi FM, le Qormi Basketball Club, l'un des meilleurs clubs de Malte, le Qormi Hockey Club et un club de football, le Qormi FC.